# Săgetător (zodie)

Semnul săgetătorului

Săgetătorul este zodia celor născuți între 22 noiembrie și 21 decembrie. În astrologie este plasată între scorpion și capricorn.